# Appegowdanahalli, Sidlaghatta
Appegowdanahalli là một làng thuộc tehsil Sidlaghatta, huyện Kolar, bang Karnataka, Ấn Độ.